# Melanocypha snellemanni
Melanocypha snellemanni är en trollsländeart. Melanocypha snellemanni ingår i släktet Melanocypha och familjen Chlorocyphidae.

## Underarter
Arten delas in i följande underarter:
- M. s. javana
- M. s. snellemanni